# Ђелиловац
Ђелиловац је насељено место у Босни и Херцеговини у општини Травник. Административно припада Федерацији Босне и Херцеговине, односно њеном Средњобосанском кантону. Према попису становништва из 2013. у насељу је било 910 становника, а већинску популацију чинили су Хрвати.

## Становништво
По последњем службеном попису становништва из 2013. године у овом насељу живело је 910 становника, а село је било етнички хомогено са већинском хрватском популацијом.
| Националност | 2013. | 1991.          | 1981.          | 1971.        |
| Бошњаци      | —     | 1 (0,08%)      | 1 (0,08%)      | 0            |
| Хрвати       | —     | 1.219 (99,19%) | 1.187 (99,50%) | 806 (100,0%) |
| Срби         | —     | 4 (0,32%)      | 1 (0,08%)      | 0            |
| Југословени  | —     | 3 (0,24%)      | 2 (0,17%)      | 0            |
| остали       | —     | 2 (0,16%)      | 2 (0,17%)      | 0            |
| Укупно       | 910   | 1.229          | 1.193          | 806          |